# Glaucocharis electra
Glaucocharis electra là một loài bướm đêm trong họ Crambidae.